# Flodheste
Flodheste er en familie af Parrettåede hovdyr, med to nulevende arter.
- Flodhest (Hippopotamus amphibius)
- Dværgflodhest (Hexaprotodon liberiensis)

| Dyr | Spire Denne artikel om dyr er en spire som bør udbygges. Du er velkommen til at hjælpe Wikipedia ved at udvide den. |